# Meloídeos

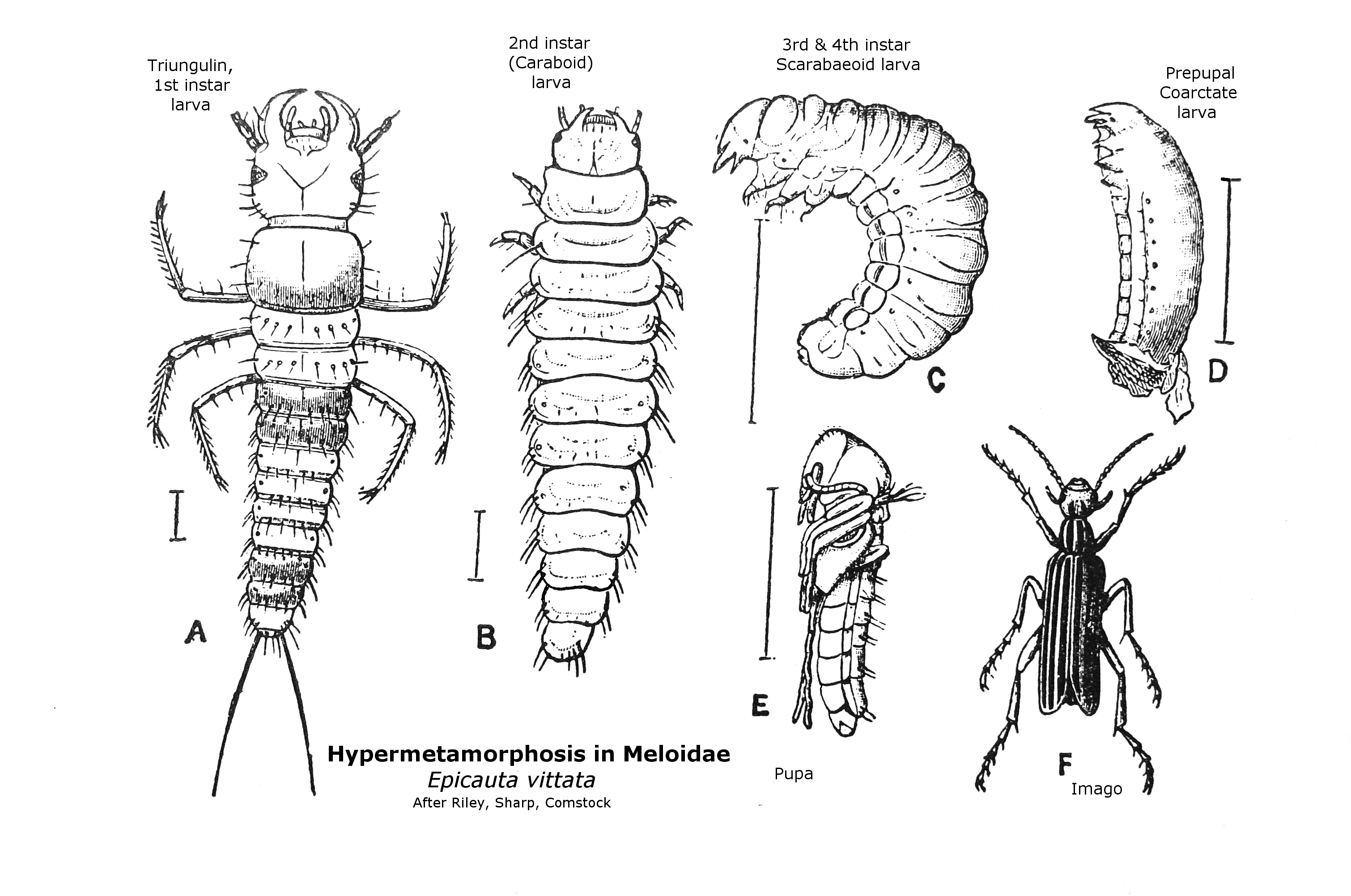
Estádios larvares de Meloidae.

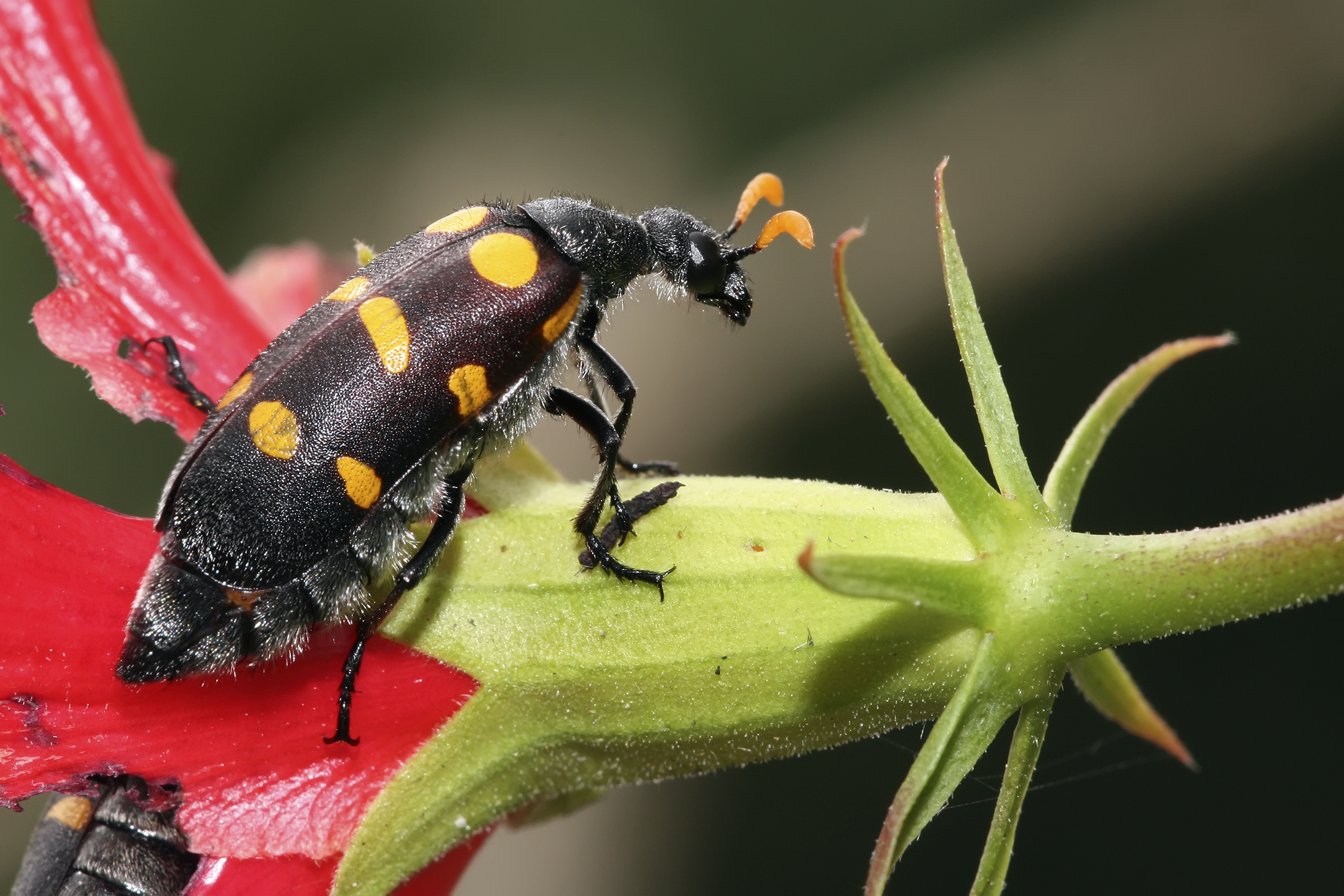
Hycleus lugens.

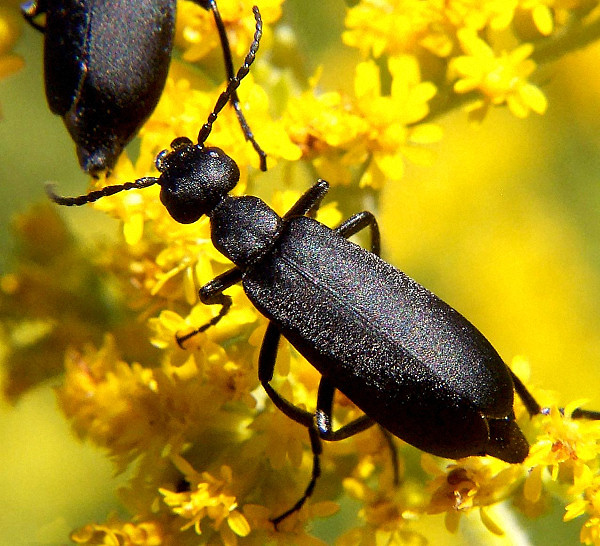
Epicauta pennsylvanica (Meloinae: Epicautini).

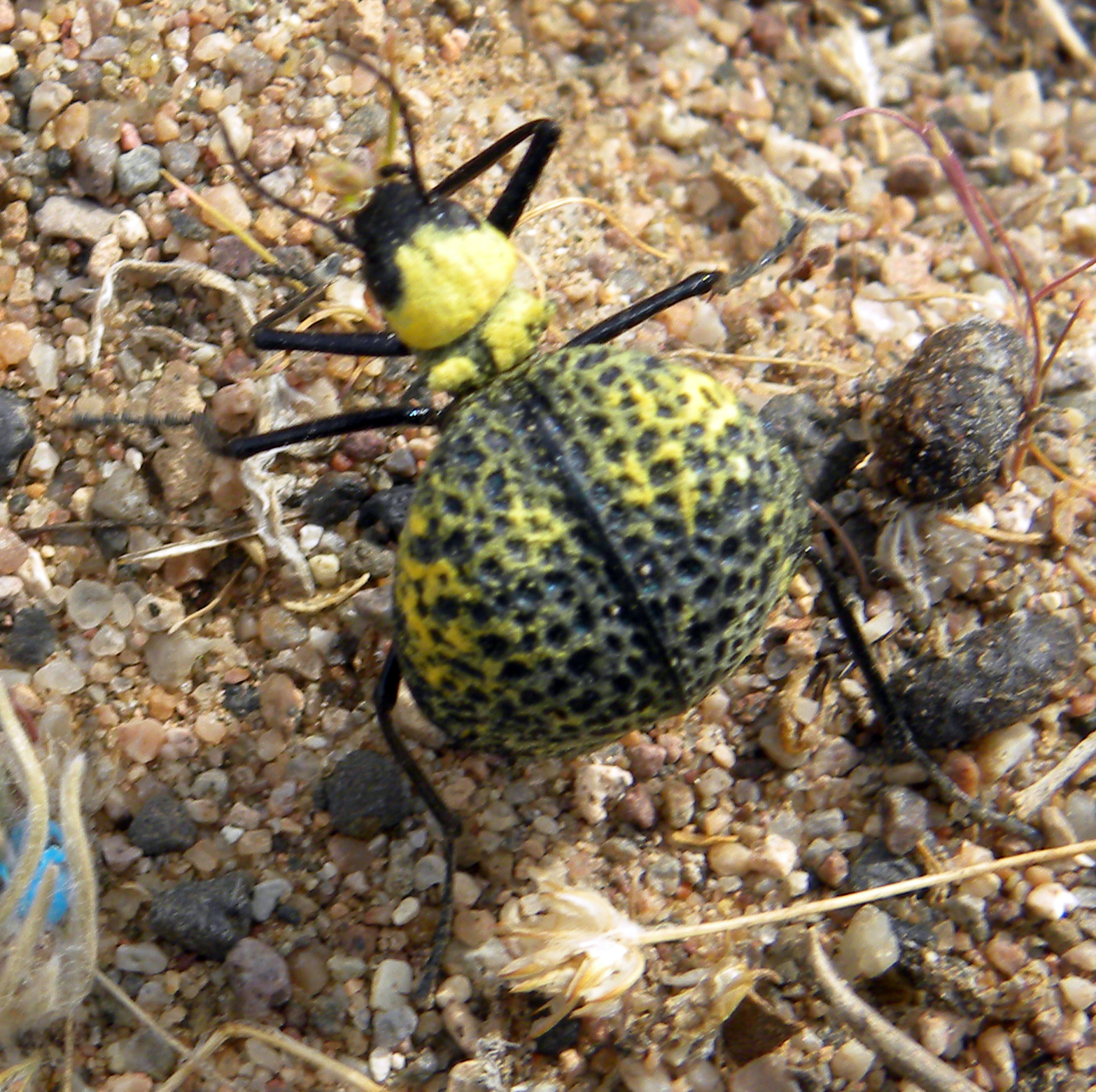
Cysteodemus armatus nas proximidades de Amboy Crater, Deserto do Mojave, Califórnia (a coloração amarelada deve-se ao pólen da flor).

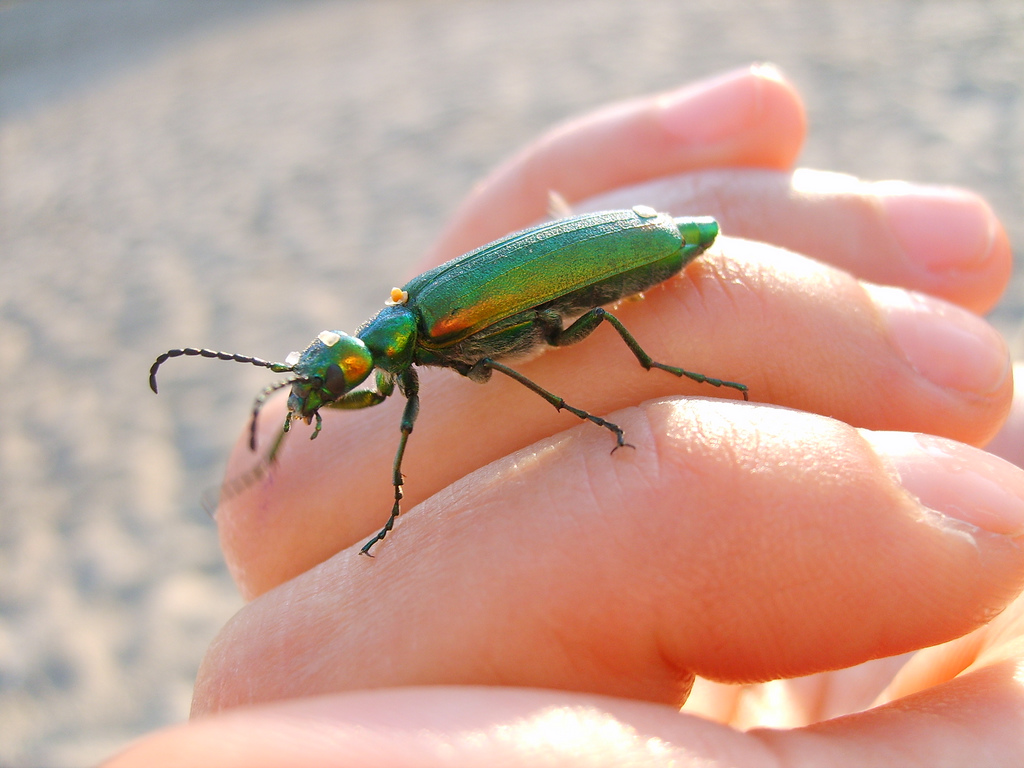
Lytta vesicatoria (Meloinae: Lyttini). Espécimes desta espécie podem der manuseados com segurança desde que o animal não seja apertado. Caso contrário pode provocar queimaduras dolorosas.

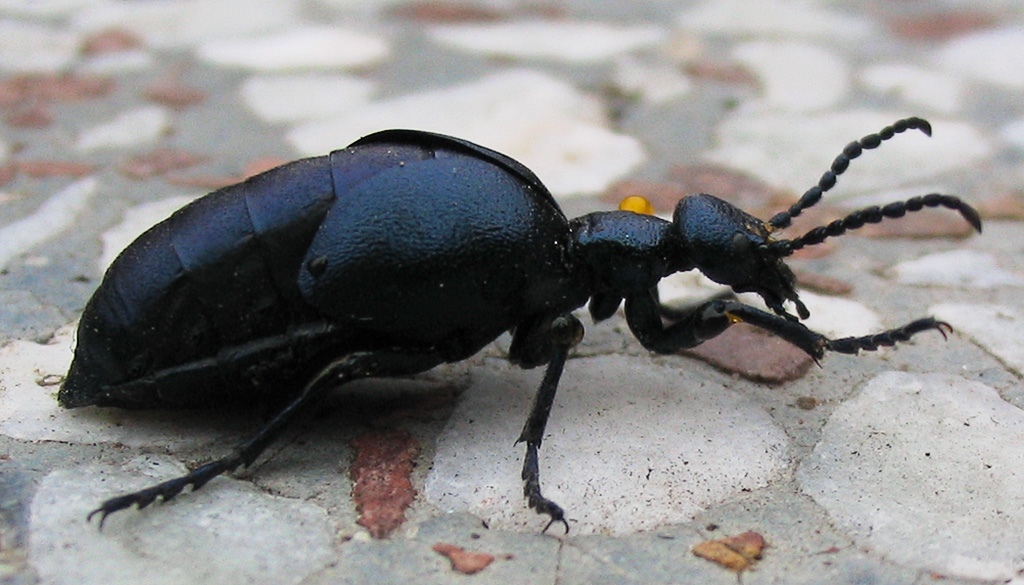
Meloe violaceus (Meloinae: Meloini). Note-se a gota de fluido defensivo (alaranjado) no tórax.

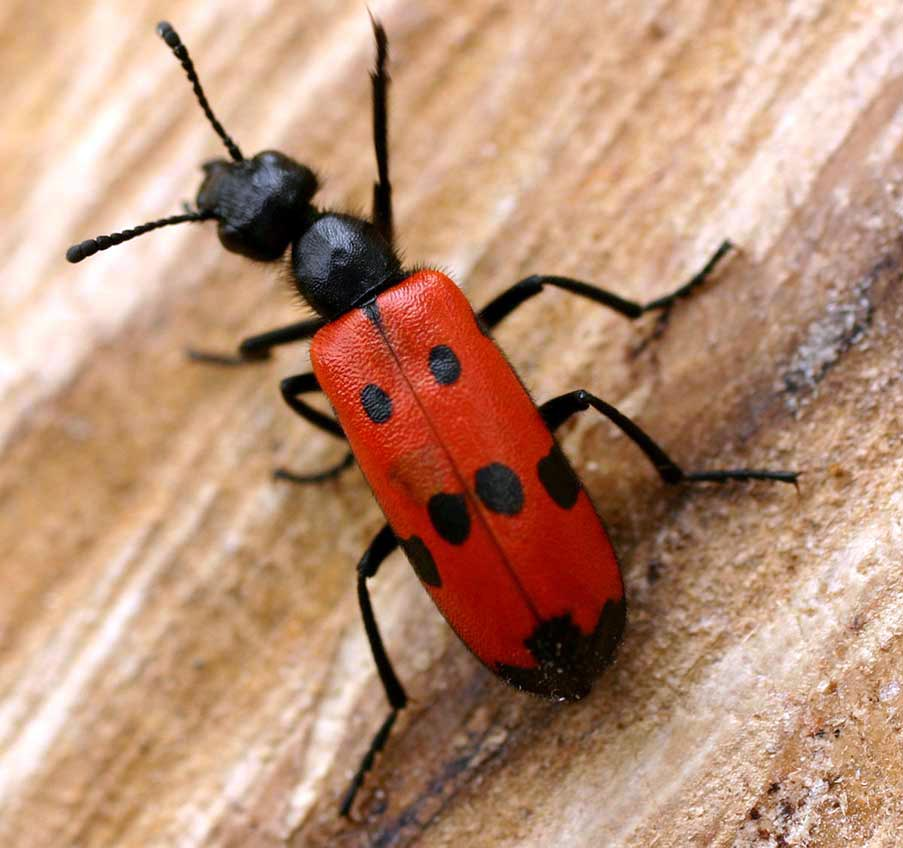
Mylabris quadripunctata (Meloinae: Mylabrini).

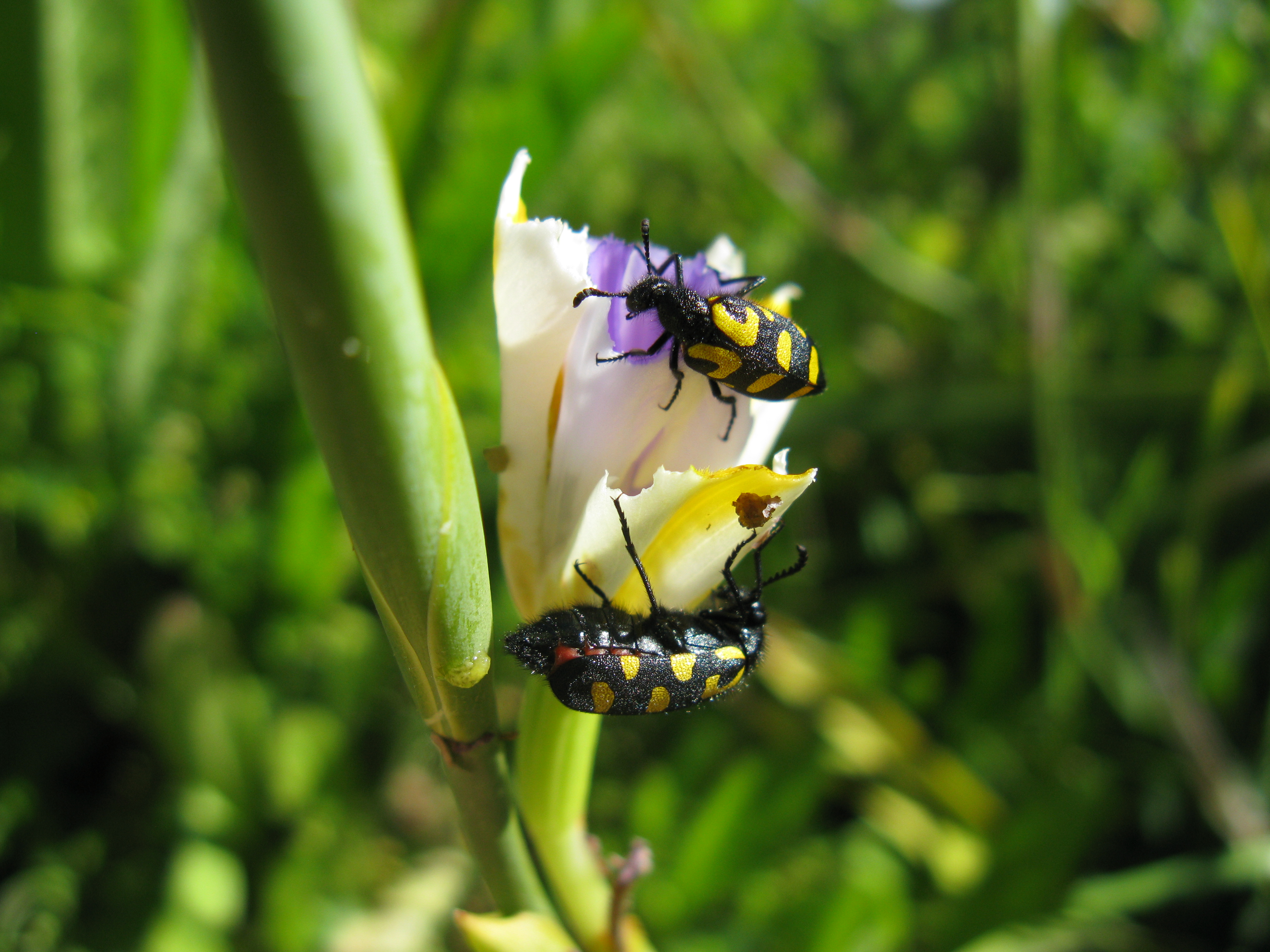
Espécie do género Mylabris (África do Sul).

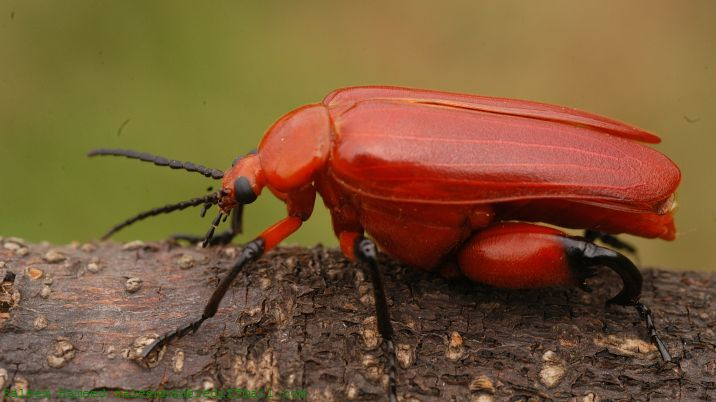
Horia sp. de Bannerghatta (Bangalore).

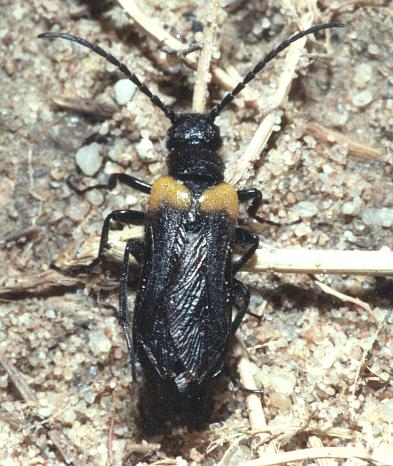
Sitaris muralis (Nemognathinae: Sitarini).

Meloídeos (Meloidae) é uma família de escaravelhos (Coleoptera) que inclui cerca de 7 500 espécies, entre as quais as conhecidas pelo nome comum de burrinhos e cantáridas. A família caracteriza-se por conter numerosas espécies que segregam cantaridina, um composto corrosivo e vesicante, como mecanismo de defesa contra predadores. Muitas das espécies exibem coloração apossemática conspícua como forma de anunciar a sua toxicidade aos possíveis predadores.

## Descrição
Os membros da família Meloidae são escaravelhos hipermetamórficos, atravessando ao longo do seu ciclo de vida diversos estádios larvais, o primeiro dos quais é tipicamente uma larva móvel do tipo triungulino. As larvas são insectívoras, atacando maioritariamente insectos do grupo das abelhas, mas algumas alimentam-se de ovos de gafanhotos. Apesar de as larvas de Meloidae serem por vezes consideradas como parasitoides, e portanto pertencentes ao tipo dos planídios, estas larvas aparentemente consomem o hospedeiro imaturo em conjunto com as suas provisões alimentares, e pode com frequência sobreviver apenas consumindo as provisões. Nessas condições, aquelas larvas não podem ser consideradas parasitoides obrigatórios, sendo antes parasitoides facultativos ou simplesmente predadores.
As formas adultas por vezes alimentam-se de flores de diversas plantas, com destaque para as espécies pertencentes às famílias Amaranthaceae, Asteraceae, Fabaceae e Solanaceae.

## Toxicidade
Cantaridina é um composto venenoso que provoca a formação de bolhas cutâneas quando em contacto com a pele da maioria dos animais, incluindo os humanos. O composto é utilizado para fins terapêuticos, em especial para a remoção de verrugas, sendo recolhido para esse fim a partir de espécies dos géneros Mylabris e Lytta, especialmente da espécie Lytta vesicatoria. Um preparado rico em cantaridina, conhecido pela designação tradicional de cantárida (em inglês "Spanish fly"), era feito com escaravelhos destas espécies, mas especialmente de L. vesicatoria, secos e pulverizados, e usado em medicina tradicional. Neste preparado, também vendido como afrodisíaco, a cantaridina é o principal composto activo, sendo o produto quase integralmente constituído por escaravelhos da família Meloidae secos e moídos.
O género mais corpulento, Epicauta, contém várias espécies que são tóxicas para os cavalos. Alguns escaravelhos daquelas espécies consumidos misturados com alfalfa ou outro feno, particularmente quando este tenha sido tratado por esmagamento em fresco, podem ser letais para o animal.

## Sistemática
A família Meloidae inclui as seguintes subfamílias, tribos e géneros:
- Subfamília Eleticinae
  - Tribo Derideini
    - Anthicoxenus
    - Deridea
    - Iselma
    - Iselmeletica

  - Tribo Morphozonitini
    - Ceriselma
    - Morphozonitis
    - Steniselma

  - Tribo Eleticini
    - Eletica

  - Tribo Spasticini
    - Eospasta
    - Protomeloe
    - Spastica
    - Xenospasta
- Subfamília Meloinae
  - Tribo Cerocomini
    - Anisarthrocera
    - Cerocoma
    - Diaphorocera
    - Rhampholyssa
    - Rhampholyssodes

  - Tribo Epicautini
    - Denierella
    - Epicauta
    - Linsleya
    - Psalydolytta

  - Tribo Eupomphini
    - Cordylospasta
    - Cysteodemus
    - Eupompha
    - Megetra
    - Phodaga
    - Pleropasta
    - Tegrodera

  - Tribo Lyttini
    - Acrolytta
    - Afrolytta
    - Alosimus
    - Berberomeloe
    - Cabalia
    - Dictyolytta
    - Eolydus
    - Epispasta
    - Lagorina
    - Lydomorphus
    - Lydulus
    - Lydus
    - Lytta
    - Lyttolydulus
    - Lyttonyx
    - Megalytta
    - Muzimes
    - Oenas
    - Parameloe
    - Paroenas
    - Physomeloe
    - Prionotolytta
    - Prolytta
    - Pseudosybaris
    - Sybaris
    - Teratolytta
    - Tetraolytta
    - Trichomeloe

  - Tribo Meloini
    - Cyaneolytta
    - Lyttomeloe
    - Meloe
    - Spastomeloe
    - Spastonyx

  - Tribo Mylabrini
    - Actenodia
    - Ceroctis
    - Croscherichia
    - Hycleus
    - Lydoceras
    - Mimesthes
    - Mylabris
    - Paractenodia
    - Pseudabris
    - Semenovilia
    - Xanthabris

  - Tribo Pyrotini
    - Bokermannia
    - Brasiliota
    - Denierota
    - Glaphyrolytta
    - Lyttamorpha
    - Picnoseus
    - Pseudopyrota
    - Pyrota
    - Wagneronota

  - Géneros em incertae sedis
    - Australytta
    - Calydus
    - Gynapteryx
    - Oreomeloe
    - Pseudomeloe
- Subfamília Nemognathinae
  - Tribo Horiini
    - Cissites
    - Horia
    - Synhoria

  - Tribo Nemognathini
    - Cochliophorus
    - Euzonitis
    - Gnathium
    - Gnathonemula
    - Leptopalpus
    - Megatrachelus
    - Nemognatha
    - Palaestra
    - Palaestrida
    - Pseudozonitis
    - Rhyphonemognatha
    - Stenodera
    - Zonitis
    - Zonitodema
    - Zonitolytta
    - Zonitomorpha
    - Zonitoschema

  - Tribo Sitarini
    - Allendeselazaria
    - Apalus
    - Ctenopus
    - Glasunovia
    - Nyadatus
    - Sitaris
    - Sitarobrachys
    - Stenoria

  - Géneros em incertae sedis
    - Hornia
    - Onyctenus
    - Sitaromorpha
    - Tricrania
- Subfamília Tetraonycinae
  - Tribo Tetraonycini
    - Meloetyphlus
    - Opiomeloe
    - Tetraonyx